# Taça do Mundo de Atletismo de 1989
A quinta edição da Taça do Mundo de Atletismo decorreu em Barcelona, Espanha, entre 8 e 10 de setembro de 1989, sob a égide da IAAF. As provas tiveram lugar no Estadi Olímpic Lluís Companys que acabara de ser renovado para receber os Jogos Olímpicos de Verão de 1992.
Foi a última vez em que participaram as equipas da União Soviética e da República Democrática Alemã que, até então, tinham participado em todas as edições da Taça do Mundo. Nesta edição, para além das habituais oito formações, foi também autorizada a participação da equipa do país organizador em ambos os sectores, masculino e feminino.

## Edições
1977 | 1979 | 1981 |1985 | 1989 | 1992 | 1994 | 1998 | 2002 | 2006 | 2010 |

## Provas
| Corridas: 100 m - 200 m - 400 m - 800 m - 1500 m - 5000 m - 10000 m Obstáculos: 100 m barreiras - 110 m barreiras - 400 m barreiras - 3000 metros obstáculos Saltos: Altura - Comprimento - Triplo - Vara Lançamentos: Peso - Disco - Dardo - Martelo Estafetas: 4 x 100 m - 4 x 400 m |

## Equipes participantes
- AFR - África
- AME - Américas (excluindo Estados Unidos)
- ASI - Ásia
- ESP - Espanha
- EUR - Europa (excluindo RDA e URSS)
- GBR - Grã-Bretanha e Irlanda do Norte (só no sector masculino)
- OCE - Oceania
- RDA - Alemanha Oriental
- URS - União Soviética (só no sector feminino)
- USA - Estados Unidos

## Resultados

### Classificações gerais
| Lugar | País              | Pontos |
| ----- | ----------------- | ------ |
| 1     | Estados Unidos    | 133    |
| 2     | Europa            | 127    |
| 3     | Reino Unido       | 119    |
| 4     | Alemanha Oriental | 116,5  |
| 5     | África            | 107    |
| 6     | Américas          | 97     |
| 7     | Ásia              | 68,5   |
| 8     | Espanha           | 64,5   |
| 8     | Oceania           | 64,5   |

| Lugar | País              | Pontos |
| ----- | ----------------- | ------ |
| 1     | Alemanha Oriental | 124    |
| 2     | União Soviética   | 106    |
| 3     | Américas          | 94     |
| 4     | Europa            | 89     |
| 5     | Estados Unidos    | 84,5   |
| 6     | Ásia              | 67,5   |
| 7     | África            | 58     |
| 8     | Espanha           | 48     |
| 9     | Oceânia           | 40     |

### Resultados por prova

#### 100 metros
| Pos. | Atleta           | País              | Equipa | Marca |
| ---- | ---------------- | ----------------- | ------ | ----- |
| 1    | Linford Christie | Reino Unido       | GBR    | 10"10 |
| 2    | Leroy Burrell    | Estados Unidos    | USA    | 10"15 |
| 3    | Daniel Sangouma  | França            | EUR    | 10"17 |
| 4    | Olapade Adeniken | Nigéria           | AFR    | 10"20 |
| 5    | Tim Jackson      | Austrália         | OCE    | 10"38 |
| 6    | Sven Matthes     | Alemanha Oriental | RDA    | 10"41 |
| 7    | Javier Arqués    | Espanha           | ESP    | 10"48 |
| 8    | Mardi Lestari    | Indonésia         | ASI    | 10"48 |
| 9    | Joel Isasí       | Cuba              | AME    | 10"52 |

| Pos. | Atleta            | País              | Equipa | Marca |
| ---- | ----------------- | ----------------- | ------ | ----- |
| 1    | Sheila Echols     | Estados Unidos    | USA    | 11"18 |
| 2    | Mary Onyali       | Nigéria           | AFR    | 11"23 |
| 3    | Silke Möller      | Alemanha Oriental | RDA    | 11"24 |
| 4    | Laurence Bily     | França            | EUR    | 11"31 |
| 5    | Liliana Allen     | Cuba              | AME    | 11"34 |
| 6    | Sandra Myers      | Espanha           | ESP    | 11"36 |
| 7    | Natalya Voronova  | União Soviética   | URS    | 11"49 |
| 8    | Susanne Broadrick | Austrália         | OCE    | 11"96 |
| 9    | Wang Huei-Chen    | Taipé Chinesa     | ASI    | 11"97 |

#### 200 metros
| Pos. | Atleta             | País              | Equipa | Marca |
| ---- | ------------------ | ----------------- | ------ | ----- |
| 1    | Robson da Silva    | Brasil            | AME    | 20"00 |
| 2    | Floyd Heard        | Estados Unidos    | USA    | 20"36 |
| 3    | Olapade Adeniken   | Nigéria           | AFR    | 20"38 |
| 4    | Stefano Tilli      | Itália            | EUR    | 20"41 |
| 5    | Marcus Adam        | Reino Unido       | GBR    | 20"67 |
| 6    | Steffen Bringmann  | Alemanha Oriental | RDA    | 20"74 |
| 7    | Tim Jackson        | Austrália         | OCE    | 20"93 |
| 8    | Miguel Angel Gomez | Espanha           | ESP    | 20"98 |
| 9    | Jang Jae-keun      | Coreia do Sul     | ASI    | 21"25 |

| Pos. | Atleta            | País              | Equipa | Marca |
| ---- | ----------------- | ----------------- | ------ | ----- |
| 1    | Silke Möller      | Alemanha Oriental | RDA    | 22"46 |
| 2    | Mary Onyali       | Nigéria           | AFR    | 22"82 |
| 3    | Grace Jackson     | Jamaica           | AME    | 22"87 |
| 4    | Dannette Young    | Estados Unidos    | USA    | 23"08 |
| 5    | Galina Malchugina | União Soviética   | URS    | 23"12 |
| 6    | Laurence Bily     | França            | EUR    | 23"20 |
| 7    | Susanne Broadrick | Austrália         | OCE    | 24"05 |
| 8    | Zhang Xiaoqiong   | China             | ASI    | 24"25 |
| 9    | Blanca Lacambra   | Espanha           | ESP    | 24"44 |

#### 400 metros
| Pos. | Atleta            | País               | Equipa | Marca |
| ---- | ----------------- | ------------------ | ------ | ----- |
| 1    | Roberto Hernández | Cuba               | AME    | 44"58 |
| 2    | Jens Carlowitz    | Alemanha Oriental  | RDA    | 44"86 |
| 3    | Gabriel Tiacoh    | Costa do Marfim    | AFR    | 44"97 |
| 4    | Mohammed AI-Malky | Omã                | ASI    | 45"26 |
| 5    | Antonio Pettigrew | Estados Unidos     | USA    | 45"30 |
| 6    | Cayetano Cornet   | Espanha            | ESP    | 45"61 |
| 7    | Edgar Itt         | Alemanha Ocidental | EUR    | 45"69 |
| 8    | Mark Garner       | Austrália          | OCE    | 46"08 |
| 9    | Derek Redmond     | Reino Unido        | GBR    | 46"68 |

| Pos. | Atleta             | País              | Equipa | Marca |
| ---- | ------------------ | ----------------- | ------ | ----- |
| 1    | Ana Fidelia Quirot | Cuba              | AME    | 50"60 |
| 2    | Grit Breuer        | Alemanha Oriental | RDA    | 50"67 |
| 3    | Falilat Ogunkoya   | Nigéria           | AFR    | 51"67 |
| 4    | Rochelle Stevens   | Estados Unidos    | USA    | 52"16 |
| 5    | Yelena Ruzina      | União Soviética   | URS    | 52"48 |
| 6    | Julia Merino       | Espanha           | ESP    | 53"63 |
| 7    | Shiny Abraham      | Índia             | ASI    | 53"80 |
| 8    | Kathy Sambell      | Austrália         | OCE    | 53"92 |
| 9    | Marie-José Pérec   | França            | EUR    | DQ    |

#### 800 metros
| Pos. | Atleta            | País              | Equipa | Marca   |
| ---- | ----------------- | ----------------- | ------ | ------- |
| 1    | Tom McKean        | Reino Unido       | GBR    | 1'44"95 |
| 2    | Jens-Peter Herold | Alemanha Oriental | RDA    | 1'45"04 |
| 3    | Nixon Kiprotich   | Quênia            | AFR    | 1'45"08 |
| 4    | Michael Macinko   | Estados Unidos    | USA    | 1'46"47 |
| 5    | Simon Doyle       | Austrália         | OCE    | 1'46"67 |
| 6    | Karin Toledo Luis | Brasil            | AME    | 1'47"21 |
| 7    | Ari Suhonen       | Finlândia         | EUR    | 1'47"45 |
| 8    | Tomas de Teresa   | Espanha           | ESP    | 1'50"2  |
| 9    | Isidro del Prado  | Filipinas         | ASI    | 1'53"83 |

| Pos. | Atleta              | País              | Equipa | Marca   |
| ---- | ------------------- | ----------------- | ------ | ------- |
| 1    | Ana Fidelia Quirot  | Cuba              | AME    | 1'54"44 |
| 2    | Sigrun Wodars       | Alemanha Oriental | RDA    | 1'55"70 |
| 3    | Doina Melinte       | Roménia           | EUR    | 1'56"55 |
| 4    | Dalia Matuseviciene | União Soviética   | URS    | 1'57"27 |
| 5    | Maite Zúñiga        | Espanha           | ESP    | 1'58"49 |
| 6    | Sun Sumei           | China             | ASI    | 1'58"56 |
| 7    | Hassiba Boulmerka   | Argélia           | AFR    | 2'00"21 |
| 8    | Kerrie Baumgartner  | Austrália         | OCE    | 2'01"58 |
| 9    | Joetta Clark        | Estados Unidos    | USA    | 2'01"94 |

#### 1500 metros
| Pos. | Atleta              | País              | Equipa | Marca   |
| ---- | ------------------- | ----------------- | ------ | ------- |
| 1    | Abdi Bile           | Somália           | AFR    | 3'35"56 |
| 2    | Sebastian Coe       | Reino Unido       | GBR    | 3'35"79 |
| 3    | Jens-Peter Herold   | Alemanha Oriental | RDA    | 3'35"87 |
| 4    | Gennaro Di Napoli   | Itália            | EUR    | 3'36"65 |
| 5    | Dean Paulin         | Austrália         | OCE    | 3'38"84 |
| 6    | Fermín Cacho        | Espanha           | ESP    | 3'40"34 |
| 7    | Terrance Herrington | Estados Unidos    | USA    | 3'40"88 |
| 8    | Edgar de Oliveira   | Brasil            | AME    | 3'41"59 |
| 9    | Shigeki Nakayama    | Japão             | ASI    | 3'43"23 |

| Pos. | Atleta                 | País              | Equipa | Marca   |
| ---- | ---------------------- | ----------------- | ------ | ------- |
| 1    | Paula Ivan             | Roménia           | EUR    | 4'18"60 |
| 2    | Yekaterina Podkopayeva | União Soviética   | URS    | 4'19"44 |
| 3    | Yvonne Mai             | Alemanha Oriental | RDA    | 4'20"30 |
| 4    | Montserrat Pujol       | Espanha           | ESP    | 4'21"17 |
| 5    | Fatima Aouam           | Marrocos          | AFR    | 4'21"19 |
| 6    | Feng Yanbo             | China             | ASI    | 4'23"54 |
| 7    | Rita de Jesus          | Brasil            | AME    | 4'25"55 |
| 8    | Elizabeth Rose         | Austrália         | OCE    | 4'26"49 |
| 9    | Regina Jacobs          | Estados Unidos    | USA    | 4'30"78 |

#### 5000 metros/3000 metros
| Pos. | Atleta             | País              | Equipa | Marca    |
| ---- | ------------------ | ----------------- | ------ | -------- |
| 1    | Said Aouita        | Marrocos          | AFR    | 13'23"14 |
| 2    | John Doherty       | Irlanda           | EUR    | 13'25"39 |
| 3    | Jose Luis Carreira | Espanha           | ESP    | 13'25"94 |
| 4    | Jack Buckner       | Reino Unido       | GBR    | 13'26"89 |
| 5    | Wang Helin         | China             | ASI    | 13'45"58 |
| 6    | Uwe Pflugner       | Alemanha Oriental | RDA    | 13'46"84 |
| 7    | Andrew Lloyd       | Austrália         | OCE    | 13'54"92 |
| 8    | Keith Brantly      | Estados Unidos    | USA    | 14'05"14 |
| 9    | Ignacio Fragoso    | México            | AME    | 14'22"88 |

| Pos. | Atleta              | País              | Equipa | Marca   |
| ---- | ------------------- | ----------------- | ------ | ------- |
| 1    | Yvonne Murray       | Reino Unido       | EUR    | 8'44"32 |
| 2    | Tatyana Pozdnyakova | União Soviética   | URS    | 8'49"42 |
| 3    | Patti-Sue Plumer    | Estados Unidos    | USA    | 8'54"33 |
| 4    | Ellen Kiessling     | Alemanha Oriental | RDA    | 8'54"50 |
| 5    | Helen Kimaiyo       | Quênia            | AFR    | 8'55"35 |
| 6    | Estela Estevez      | Espanha           | ESP    | 9'08"17 |
| 7    | Wang Yongmei        | China             | ASI    | 9'08"65 |
| 8    | Silvana Pereira     | Brasil            | AME    | 9'14"22 |
| 9    | Maree McDonagh      | Austrália         | OCE    | 9'25"34 |

#### 10000 metros
| Pos. | Atleta             | País              | Equipa | Marca    |
| ---- | ------------------ | ----------------- | ------ | -------- |
| 1    | Salvatore Antibo   | Itália            | EUR    | 28'05"26 |
| 2    | Addis Abebe        | Etiópia           | AFR    | 28'06"43 |
| 3    | Antonio Prieto     | Espanha           | ESP    | 28'07"42 |
| 4    | Haruo Urata        | Japão             | ASI    | 28'08"32 |
| 5    | Rolando Vera       | Equador           | AME    | 28'11"19 |
| 5    | Stephen Moneghetti | Austrália         | OCE    | 28'16"83 |
| 7    | Keith Brantly      | Estados Unidos    | USA    | 28'37"59 |
| 8    | Gary Staines       | Reino Unido       | GBR    | 28'39"50 |
| 9    | Andre Wessel       | Alemanha Oriental | RDA    | 29'02"28 |

| Pos. | Atleta              | País              | Equipa | Marca    |
| ---- | ------------------- | ----------------- | ------ | -------- |
| 1    | Kathrin Ullrich     | Alemanha Oriental | RDA    | 31'33"92 |
| 2    | Ingrid Kristiansen  | Noruega           | EUR    | 31'42"01 |
| 3    | Natalya Sorokivskya | União Soviética   | URS    | 32'15"53 |
| 4    | Nan Davis           | Estados Unidos    | USA    | 32'23"09 |
| 5    | Jane Ngotho         | Quênia            | AFR    | 32'49"81 |
| 6    | Carmen de Oliveira  | Brasil            | AME    | 33'05"99 |
| 7    | Marguerite Buist    | Nova Zelândia     | OCE    | 33'47"83 |
| 8    | Marina Prat         | Espanha           | ESP    | 34'14"10 |
| 9    |                     |                   | ASI    | DNS      |

#### 110 metros barreiras/100 metros barreiras
| Pos. | Atleta             | País              | Equipa | Marca |
| ---- | ------------------ | ----------------- | ------ | ----- |
| 1    | Roger Kingdom      | Estados Unidos    | USA    | 12"87 |
| 2    | Colin Jackson      | Reino Unido       | GBR    | 12"95 |
| 3    | Emilio Valle       | Cuba              | AME    | 13"21 |
| 4    | Holger Pohland     | Alemanha Oriental | RDA    | 13"50 |
| 5    | Javier Moracho     | Espanha           | ESP    | 13"83 |
| 6    | Toshihiko Iwasaki  | Japão             | ASI    | 14"00 |
| 7    | Ikechukwu Mbadugha | Nigéria           | AFR    | 14"05 |
| 8    | John Caliguri      | Austrália         | OCE    | 14"18 |
| 9    | Tomasz Nagorka     | Polónia           | EUR    | DNS   |

Esta prova foi corrida com vento anti-regulamentar, o que impediu a homologação
 da marca obtida por Kingdom que daria um novo recorde mundial.
| Pos. | Atleta                | País               | Equipa | Marca |
| ---- | --------------------- | ------------------ | ------ | ----- |
| 1    | Cornelia Oschkenat    | Alemanha Oriental  | RDA    | 12"60 |
| 2    | Ludmila Narozhilenko  | União Soviética    | URS    | 12"80 |
| 3    | Lynda Tolbert         | Estados Unidos     | USA    | 12"86 |
| 4    | Odalys Adams          | Cuba               | AME    | 12"86 |
| 5    | Claudia Zackiewicz    | Alemanha Ocidental | EUR    | 12"96 |
| 6    | Liu Huajin            | China              | ASI    | 13"43 |
| 7    | Maria José Mardomingo | Espanha            | ESP    | 13"76 |
| 8    | Yasmina Azzizi        | Argélia            | AFR    | 13"99 |
| 9    | Helen Pirovano        | Nova Zelândia      | OCE    | 14"91 |

#### 400 metros barreiras
| Pos. | Atleta           | País              | Equipa | Marca |
| ---- | ---------------- | ----------------- | ------ | ----- |
| 1    | David Patrick    | Estados Unidos    | USA    | 48"74 |
| 2    | Henry Amike      | Nigéria           | AFR    | 49"24 |
| 3    | Kriss Akabusi    | Reino Unido       | GBR    | 49"42 |
| 4    | Josef Kucej      | Tchecoslováquia   | EUR    | 49"73 |
| 5    | José Alonso      | Espanha           | ESP    | 50"09 |
| 6    | John Graham      | Canadá            | AME    | 50"20 |
| 7    | Leigh Miller     | Austrália         | OCE    | 50"36 |
| 8    | Hans-Jurgen Ende | Alemanha Oriental | RDA    | 51"47 |
|      | Jasem Al-Dowaila | Kuwait            | ASI    | DNS   |

| Pos. | Atleta                | País              | Equipa | Marca |
| ---- | --------------------- | ----------------- | ------ | ----- |
| 1    | Sandra Farmer-Patrick | Estados Unidos    | USA    | 53"84 |
| 2    | Tatyana Ledovskaya    | União Soviética   | URS    | 54"68 |
| 3    | Sally Gunnell         | Reino Unido       | EUR    | 55"25 |
| 4    | Petra Krug            | Alemanha Oriental | RDA    | 55"56 |
| 5    | Chen Dongmei          | China             | ASI    | 57"40 |
| 6    | Esther Lahoz          | Espanha           | ESP    | 58"56 |
| 7    | Liliana Chalá         | Equador           | AME    | 59"00 |
| 8    | Helen Graham          | Austrália         | OCE    | 61"11 |
| 9    | Marie Womplou         | Costa do Marfim   | AFR    | 62"03 |

#### 3000 metros obstáculos
| Pos. | Atleta                  | País              | Equipa | Marca   |
| ---- | ----------------------- | ----------------- | ------ | ------- |
| 1    | Julius Kariuki          | Quênia            | AFR    | 8'20"84 |
| 2    | Alessandro Lambruschini | Itália            | EUR    | 8'21"75 |
| 3    | Hagen Melzer            | Alemanha Oriental | RDA    | 8'23"21 |
| 4    | Brian Diemer            | Estados Unidos    | USA    | 8'24"52 |
| 5    | Tom Hanlon              | Reino Unido       | GBR    | 8'28"34 |
| 6    | Adaúto Domingues        | Brasil            | AME    | 8'28"65 |
| 7    | Benito Nogales          | Espanha           | ESP    | 8'28"91 |
| 8    | Hiroyuki Itabashi       | Japão             | ASI    | 8'38"69 |
| 9    | Michael Inwood          | Nova Zelândia     | OCE    | 8'46"51 |

#### Estafeta 4 x 100 metros
| Pos. | Atletas                                                                        | Equipa | Marca |
| ---- | ------------------------------------------------------------------------------ | ------ | ----- |
| 1    | Andre Cason · Tony Dees · Daron Council · Slip Watkins, Estados Unidos         | USA    | 38"29 |
| 2    | Clarence Callender · John Regis · Marcus Adam · Linford Christie, Reino Unido  | GBR    | 38"34 |
| 3    | Max Morinière · Gilles Quenehervé · Bruno Marie-Rose · Daniel Sangouma, França | EUR    | 38"47 |
| 4    | África                                                                         | AFR    | 38"81 |
| 5    | Rep. Dem. Alemã                                                                | RDA    | 39"02 |
| 6    | Américas                                                                       | AME    | 39"07 |
| 7    | Oceânia                                                                        | OCE    | 39"20 |
| 8    | Ásia                                                                           | ASI    | 39"32 |
| 9    | Espanha                                                                        | ESP    | 39"69 |

| Pos. | Atletas                                                                                   | Equipa | Marca |
| ---- | ----------------------------------------------------------------------------------------- | ------ | ----- |
| 1    | Kerstin Behrendt · Sabine Günther · Silke Möller · Cornelia Oschkenat, Alemanha Oriental  | RDA    | 42"21 |
| 2    | Natalya Kovtun · Galina Malchugina · Tatyana Papilina · Natalya Voronova, União Soviética | URS    | 42"76 |
| 3    | Sheila Echols · Esther Jones · Dawn Sowell · Lamonda Miller, Estados Unidos               | USA    | 42"83 |
| 4    | Américas                                                                                  | AME    | 43"58 |
| 5    | Espanha                                                                                   | ESP    | 44"62 |
| 6    | Ásia                                                                                      | ASI    | 44"91 |
| 7    | África                                                                                    | AFR    | DNF   |
|      | Oceânia                                                                                   | OCE    | DQ    |
|      | Europa                                                                                    | EUR    | DQ    |

#### Estafeta 4 x 400 metros
| Pos. | Atletas | Equipa | Marca   |
| ---- | --- | ------ | ------- |
| 1    | Lazaro Martínez, Cuba · Sérgio Franco de Menêzes, Brasil · Howard Burnett, Jamaica · Roberto Hernández, Cuba | AME    | 3'00"65 |
| 2    | Clarence Daniel · Oliver Bridges · Raymond Pierre · Antonio Pettigrew, Estados Unidos                        | USA    | 3'00"99 |
| 3    | Simon Kipkemboi, Quênia · Patrick Sang, Quênia · David Kitur, Quênia · Gabriel Tiacoh, Costa do Marfim       | AFR    | 3'01"88 |
| 4    | Reino Unido                                                                                                  | GBR    | 3'02"64 |
| 5    | Alemanha Oriental                                                                                            | RDA    | 3'02"73 |
| 6    | Europa | EUR    | 3'02"95 |
| 7    | Oceânia | OCE    | 3'04"88 |
| 8    | Espanha | ESP    | 3'05"26 |
| 9    | Ásia | ASI    | 3'05"63 |

| Pos. | Atletas                                                                                               | Equipa | Marca   |
| ---- | --- | ------ | ------- |
| 1    | Charmaine Crooks, Canadá · Grace Jackson, Jamaica · Pauline Davis, Bahamas · Ana Fidelia Quirot, Cuba | AME    | 3'23"05 |
| 2    | Annett Hesselbarth · Kathrin Schreiter · Christine Wachtel · Grit Breuer, Alemanha Oriental           | RDA    | 3'23"97 |
| 3    | Lyudmila Dzhigalova · Yelena Golesheva · Marina Shmonina · Yelena Ruzina, União Soviética             | URS    | 3'26"15 |
| 4    | Estados Unidos                                                                                        | USA    | 3'27"29 |
| 5    | África                                                                                                | AFR    | 3'29"76 |
| 6    | Oceânia                                                                                               | OCE    | 3'33"72 |
| 7    | Ásia                                                                                                  | ASI    | 3'34"54 |
| 8    | Espanha                                                                                               | ESP    | 3'36"50 |
| 9    | Europa                                                                                                | EUR    | DQ      |

#### Salto em altura
| Pos. | Atleta           | País              | Equipa | Marca  |
| ---- | ---------------- | ----------------- | ------ | ------ |
| 1    | Patrik Sjöberg   | Suécia            | EUR    | 2,34 m |
| 2    | Dalton Grant     | Reino Unido       | GBR    | 2,31 m |
| 3    | Javier Sotomayor | Cuba              | AME    | 2,25 m |
| 4    | Gerd Wessig      | Alemanha Oriental | RDA    | 2,20 m |
| 4    | Liu Yunpeng      | China             | ASI    | 2,20 m |
| 6    | Brian Brown      | Estados Unidos    | USA    | 2,20 m |
| 7    | Gustavo Becker   | Espanha           | ESP    | 2,20 m |
| 7    | Ian Garrett      | Austrália         | OCE    | 2,20 m |
| 9    | Othmane Belfaa   | Argélia           | AFR    | 2,20 m |

| Pos. | Atleta         | País              | Equipa | Marca  |
| ---- | -------------- | ----------------- | ------ | ------ |
| 1    | Silvia Costa   | Cuba              | AME    | 2,04 m |
| 2    | Tamara Bykova  | União Soviética   | URS    | 1,97 m |
| 3    | Alina Astafei  | Roménia           | EUR    | 1,94 m |
| 4    | Heike Balck    | Alemanha Oriental | RDA    | 1,94 m |
| 5    | Jan Wohlschlag | Estados Unidos    | USA    | 1,91 m |
| 5    | Jin Ling       | China             | ASI    | 1,91 m |
| 7    | Lucienne N’Da  | Costa do Marfim   | AFR    | 1,80 m |
| 8    | Gai Kapernick  | Austrália         | OCE    | 1,80 m |
| 9    | Isabel Mozun   | Espanha           | ESP    | 1,75 m |

#### Salto com vara
| Pos. | Atleta          | País              | Equipa | Marca  |
| ---- | --------------- | ----------------- | ------ | ------ |
| 1    | Philippe Collet | França            | EUR    | 5,75 m |
| 2    | Tim Bright      | Estados Unidos    | USA    | 5,70 m |
| 3    | Uwe Langhammer  | Alemanha Oriental | RDA    | 5,55 m |
| 4    | Javier García   | Espanha           | ESP    | 5,50 m |
| 5    | Simon Arkell    | Austrália         | OCE    | 5,45 m |
| 6    | Liang Xueren    | China             | ASI    | 5,40 m |
| 7    | Andy Ashurst    | Reino Unido       | GBR    | 5,40 m |
| 8    | Doug Wood       | Canadá            | AME    | 5,20 m |
| 9    | Sami Si Mohamed | Argélia           | AFR    | 4,60 m |

#### Salto em comprimento
| Pos. | Atleta           | País              | Equipa | Marca  |
| ---- | ---------------- | ----------------- | ------ | ------ |
| 1    | Larry Myricks    | Estados Unidos    | USA    | 8,29 m |
| 2    | Yusuf Alli       | Nigéria           | AFR    | 8,00 m |
| 3    | Stewart Faulkner | Reino Unido       | GBR    | 7,84 m |
| 4    | Emiel Mellaard   | Países Baixos     | EUR    | 7,82 m |
| 5    | Marco Delonge    | Alemanha Oriental | RDA    | 7,82 m |
| 6    | Chen Zunrong     | China             | ASI    | 7,63 m |
| 7    | Antonio Corgos   | Espanha           | ESP    | 7,06 m |
| 8    | Jaime Jefferson  | Cuba              | AME    | 6,52 m |
| 9    | Clint Harvey     | Austrália         | OCE    | NH     |

| Pos. | Atleta             | País              | Equipa | Marca  |
| ---- | ------------------ | ----------------- | ------ | ------ |
| 1    | Galina Chistyakova | União Soviética   | URS    | 7,10 m |
| 2    | Marieta Ilcu       | Roménia           | EUR    | 6,71 m |
| 3    | Nicole Boegman     | Austrália         | OCE    | 6,64 m |
| 4    | Helga Radtke       | Alemanha Oriental | RDA    | 6,54 m |
| 5    | Qiying Xiong       | China             | ASI    | 6,51 m |
| 6    | Claire Connor      | Estados Unidos    | USA    | 6,30 m |
| 7    | Eloisa Echevarría  | Cuba              | AME    | 6,22 m |
| 8    | Chioma Ajunwa      | Nigéria           | AFR    | 6,14 m |
| 9    | Isabel Lopez       | Espanha           | ESP    | 6,00 m |

#### Triplo salto
| Pos. | Atleta              | País              | Equipa | Marca   |
| ---- | ------------------- | ----------------- | ------ | ------- |
| 1    | Mike Conley         | Estados Unidos    | USA    | 17,49 m |
| 2    | Vladimir Inozemtsev | União Soviética   | EUR    | 17,31 m |
| 3    | Jonathan Edwards    | Reino Unido       | GBR    | 17,28 m |
| 4    | Jörg Friess         | Alemanha Oriental | RDA    | 16,68 m |
| 5    | Chen Yanping        | China             | ASI    | 16,52 m |
| 6    | Eugene Koranteng    | Gana              | AFR    | 16,46 m |
| 7    | Jorge Reyna         | Cuba              | AME    | 16,19 m |
| 8    | Matthew Sweeney     | Austrália         | OCE    | 15,72 m |
| 9    | Mario Quintero      | Espanha           | ESP    | 15,64 m |

#### Arremesso do peso
| Pos. | Atleta            | País              | Equipa | Marca   |
| ---- | ----------------- | ----------------- | ------ | ------- |
| 1    | Ulf Timmermann    | Alemanha Oriental | RDA    | 21,68 m |
| 2    | Werner Günthör    | Suíça             | EUR    | 21,40 m |
| 3    | Randy Barnes      | Estados Unidos    | USA    | 21,10 m |
| 4    | Gert Weil         | Chile             | AME    | 19,25 m |
| 5    | Simon Williams    | Reino Unido       | GBR    | 18,49 m |
| 6    | John Minns        | Austrália         | OCE    | 18,38 m |
| 7    | Ma Yongfeng       | China             | ASI    | 18,20 m |
| 8    | Mohammed Achouche | Egito             | AFR    | 17,40 m |
| 9    | Matias Jiménez    | Espanha           | ESP    | 16,14 m |

| Pos. | Atleta             | País               | Equipa | Marca   |
| ---- | ------------------ | ------------------ | ------ | ------- |
| 1    | Huang Zhihong      | China              | ASI    | 20,73 m |
| 2    | Heike Hartwig      | Alemanha Oriental  | RDA    | 20,62 m |
| 3    | Claudia Losch      | Alemanha Ocidental | EUR    | 20,10 m |
| 4    | Natalya Lisovskaya | União Soviética    | URS    | 19,76 m |
| 5    | Belsis Laza        | Cuba               | AME    | 19,02 m |
| 6    | Ramona Pagel       | Estados Unidos     | USA    | 18,77 m |
| 7    | Margarita Ramos    | Espanha            | ESP    | 15,61 m |
| 8    | Astra Vitols       | Austrália          | OCE    | 14,67 m |
| 9    | Hanan Ahmed Khaled | Egito              | AFR    | 13,26 m |

#### Lançamento do disco
| Pos. | Atleta             | País               | Equipa | Marca   |
| ---- | ------------------ | ------------------ | ------ | ------- |
| 1    | Jürgen Schult      | Alemanha Oriental  | RDA    | 67,12 m |
| 2    | Luis Mariano Delís | Cuba               | AME    | 66,72 m |
| 3    | Rolf Danneberg     | Alemanha Ocidental | EUR    | 65,30 m |
| 4    | Kamy Keshmiri      | Estados Unidos     | USA    | 61,40 m |
| 5    | Paul Nandapi       | Austrália          | OCE    | 58,32 m |
| 6    | David Martínez     | Espanha            | ESP    | 57,46 m |
| 7    | Paul Mardle        | Reino Unido        | GBR    | 56,52 m |
| 8    | Hu Tao             | China              | ASI    | 54,72 m |
| 9    | Hassan Ahmed Hamad | Egito              | AFR    | 52,26 m |

| Pos. | Atleta               | País              | Equipa | Marca   |
| ---- | -------------------- | ----------------- | ------ | ------- |
| 1    | Ilke Wyludda         | Alemanha Oriental | RDA    | 71,54 m |
| 2    | Hou Xuemei           | China             | ASI    | 66,04 m |
| 3    | Maritza Martén       | Cuba              | AME    | 65,40 m |
| 4    | Tsvetanka Khristova  | Bulgária          | EUR    | 61,96 m |
| 5    | Olga Davidova        | União Soviética   | URS    | 61,46 m |
| 6    | Lisa-Marie Vizaniari | Austrália         | OCE    | 57,92 m |
| 7    | Connie Price         | Estados Unidos    | USA    | 52,90 m |
| 8    | Sonia Godall         | Espanha           | ESP    | 48,54 m |
| 9    | Zoubida Laayouni     | Marrocos          | AFR    | 48,34 m |

#### Lançamento do dardo
| Pos. | Atleta               | País              | Equipa | Marca   |
| ---- | -------------------- | ----------------- | ------ | ------- |
| 1    | Steve Backley        | Reino Unido       | GBR    | 85,90 m |
| 2    | Kazuhiro Mizoguchi   | Japão             | ASI    | 82,56 m |
| 3    | Volker Hadwich       | Alemanha Oriental | RDA    | 80,30 m |
| 4    | Michael Barnett      | Estados Unidos    | USA    | 78,28 m |
| 5    | Ramon González       | Cuba              | AME    | 78,02 m |
| 6    | Sigurdur Einarsson   | Islândia          | EUR    | 73,54 m |
| 7    | John Stapylton-Smith | Nova Zelândia     | OCE    | 71,06 m |
| 8    | Pius Bazighe         | Nigéria           | AFR    | 65,66 m |
| 9    | Enrique Bassols      | Espanha           | ESP    | 64,24 m |

| Pos. | Atleta              | País               | Equipa | Marca   |
| ---- | ------------------- | ------------------ | ------ | ------- |
| 1    | Petra Felke         | Alemanha Oriental  | RDA    | 70,32 m |
| 2    | Zhang Li            | China              | ASI    | 61,50 m |
| 3    | Laverne Eve         | Bahamas            | AME    | 60,32 m |
| 4    | Brigitte Graune     | Alemanha Ocidental | EUR    | 59,76 m |
| 5    | Natalya Yermolovich | União Soviética    | URS    | 57,52 m |
| 6    | Donna Mayhew        | Estados Unidos     | USA    | 55,38 m |
| 7    | Kaye Nordstrom      | Nova Zelândia      | OCE    | 53,26 m |
| 8    | Chinweoke Chikwelu  | Nigéria            | AFR    | 49,08 m |
| 9    | Natividad Vizcaíno  | Espanha            | ESP    | 46,48 m |

#### Lançamento do martelo
| Pos. | Atleta           | País               | Equipa | Marca   |
| ---- | ---------------- | ------------------ | ------ | ------- |
| 1    | Heinz Weis       | Alemanha Ocidental | EUR    | 77,68 m |
| 2    | Lance Deal       | Estados Unidos     | USA    | 76,38 m |
| 3    | Ralf Haber       | Alemanha Oriental  | RDA    | 76,28 m |
| 4    | Bi Zhong         | China              | ASI    | 70,50 m |
| 5    | Eladio Hernández | Cuba               | AME    | 68,86 m |
| 6    | Phillip Spivey   | Austrália          | OCE    | 68,40 m |
| 7    | Shane Peacock    | Reino Unido        | GBR    | 67,68 m |
| 8    | Hakim Toumi      | Argélia            | AFR    | 67,62 m |
| 9    | Anton Godall     | Espanha            | ESP    | 62,50 m |

### Legenda
- WR : Recorde do mundo
- AR : Recorde continental
- NR : Recorde nacional
- DQ : Desqualificado
- DNF: Abandono
- DNS: Não partiu
- NH : Não marcou